# 加里·哈默爾
加里·哈默爾（英語：Gary Hamel；1954年—）是一名美國管理顧問。

## 早期生活
畢業於聖安德魯斯大學、羅斯商學院及密西根大學

## 職業生涯
加里·哈默爾與普拉哈拉德是核心能力學說的鼻祖，伍德賽德研究所(一個非營利機構隸屬於加州伍德賽德)研究員，曾在倫敦商學院擔任戰略管理及國際管理客座教授，教授MBA課程。